# Odd Christian Eiking
Odd Christian Eiking (Stord, 28 dicembre 1994) è un ciclista su strada norvegese che corre con il team Unibet Tietema Rockets; è professionista dal 2016.

## Palmarès

### Strada
- 2015 (Team Joker, due vittorie)

Campionati norvegesi, Prova in linea Under-23
2ª tappa Giro della Valle d'Aosta (Courmayeur > Pont-Saint-Martin)
- 2017 (FDJ, una vittoria)

Boucles de l'Aulne
- 2018 (Wanty-Groupe Gobert, una vittoria)

3ª tappa Tour de Wallonie (Chimay > La Roche-en-Ardenne)
- 2019 (Wanty-Gobert Cycling Team, una vittoria)

3ª tappa Arctic Race of Norway (Sortland > Storheia Summit)

#### Altri successi
- 2015 (Team Joker)

Classifica giovani Tour of Norway
- 2016 (FDJ)

1ª tappa La Méditerranéenne (Banyoles, cronosquadre)
Classifica giovani Tour of Norway
- 2019 (Wanty-Gobert Cycling Team)

Classifica scalatori Arctic Race of Norway

## Piazzamenti

### Grandi Giri
- Tour de France

2019: 111º
2024: 34º
- Vuelta a España

2016: 77º
2017: non partito (21ª tappa)
2021: 11º

### Classiche monumento
- Milano-Sanremo

2024: 33º
- Liegi-Bastogne-Liegi

2016: 72º
2017: 128º
2019: 37º
2022: ritirato
2024: 88º
- Giro di Lombardia

2016: 44º
2020: 33º
2021: 53º
2022: ritirato
2024: 37º

### Competizioni mondiali
- Campionati del mondo

Toscana 2013 - In linea Under-23: 16º
Ponferrada 2014 - In linea Under-23: 17º
Richmond 2015 - In linea Under-23: 74º
Bergen 2017 - In linea Elite: 56º
Innsbruck 2018 - In linea Elite: 30º
Imola 2020 - In linea Elite: ritirato
Fiandre 2021 - In linea Elite: ritirato

### Competizioni europee
- Campionati europei

Nyon 2014 - In linea Under-23: 52º
Trento 2021 - In linea Elite: 23º